# Whitfieldieae
Whitfieldieae es una tribu de la familia Acanthaceae, subfamilia Acanthoideae que tiene los siguientes géneros:

## Géneros
- Camarotea
- Chlamydacanthus
- Forcipella
- Lankesteria
- Leandriella
- Theileamea
- Vindasia
- Whitfieldia